# Ценино
Ценино (болг. Ценино) — село в Болгарии. Находится в Сливенской области, входит в общину Нова-Загора. Население составляет 195 человек.

## Политическая ситуация
В местном кметстве «Ценино» должность кмета (старосты) исполняет Минчо Нейков Минчев по результатам выборов правления кметства.
Кмет (мэр) общины Нова-Загора — Николай Георгиев Грозев (Граждане за европейское развитие Болгарии (ГЕРБ)) по результатам выборов.